# Paweł Bugała
Paweł Bugała (ur. 31 grudnia 1973 w Lublinie) – piłkarz przez wiele lat związany z Górnikiem Łęczna i z Lubelszczyzną. Wprowadził zespół z Łęcznej do piłkarskiej ekstraklasy, zdobywając trzy gole w dwumeczu barażowym z Zagłębiem Lubin. W sezonie 2003/2004 zdobył dwie bramki (bramka w meczu z Polkowicami została uznana na gali piłkarskiej za najpiękniejszą bramkę sezonu). W jesiennej rundzie sezonu 2004/2005 tylko raz zagrał od pierwszej minuty i tylko kilka razy wychodził z ławki rezerwowych, nie zdobywając żadnych goli. Zimą przeniósł się do poznańskiego Lecha, gdzie podpisał kontrakt do końca sezonu. W Poznaniu jednak nie spełnił oczekiwań i nie przedłużono z nim umowy. Potem związany z trzecioligowym Motorem Lublin; latem 2006 roku podpisał roczny kontrakt z czwartoligową Stalą Kraśnik. W sezonie 2006/2007 występował w drużynie Avia Świdnik, skąd powrócił do Górnika Łęczna (wiosna 2007/2008), z którym związał się na dwa lata.